# The Seeya
The Seeya (hangul: 더씨야; frequentemente estilizado como The SEEYA) é um grupo feminino sul-coreano formado pela Core Contents Media em 2012. O grupo é uma nova formação do grupo original Seeya. Elas estrearam em 12 de novembro de 2012 com seu primeiro CD single Good To Seeya, acompanhado pela faixa promocional "Be With You". Elas fizeram sua primeira apresentação ao vivo em 15 de novembro de 2012 no programa musical M Countdown. No final de 2015, a MBK Entertainment removeu o perfil do grupo no site oficial da empresa, dando a entender que o grupo se dissolveu. Sua formação consistia em quatro integrantes, sendo elas: Minkyung, Youngjoo, Yoojin e Yeonkyung.

## História

### 2012–2013: Estreia comGood To SeeyaeLove U
Seu single de estreia, Be With You, foi lançado em duas versões, a versão principal que possui uma colaboração com Taewoon, ex-integrante do grupp Speed, e a outra versão que é apenas feminino. Um dos videoclipes apresentou os atores Joo Sang-wook e Im Jung-eun com direção de Chang (que dirigiu e protagonizou o filme Death Bell). O primeiro álbum de estréia Good To Seeya foi lançado em 12 de novembro. The Seeya lançou seu primeiro extended play, intitulado Love U, em dezembro do mesmo ano.
Em junho de 2013, o Core Contents Media lançou o single digital Painkiller. A canção foi uma colaboração com T-ara, The Seeya, F-ve Dolls e Speed. Em julho de 2013, Yeonkyung foi confirmada para se juntar ao grupo feminino F-ve Dolls. Ela simultaneamente promoverá como membro de ambos os grupos.

### 2014:Tears,Love IseCrazy Love
The Seeya lançou dois extended plays em janeiro de 2014. O grupo lançou o seu segundo extended play Tears com a faixa promocional intitulada More & More em 3 de janeiro, e lançou seu terceiro extended play Love Is com a faixa-título intitulada Tell Me em 21 de janeiro. No final de 2014, o The Seeya lançou o seu quarto extended play, Crazy Love, acompanhado pela faixa promocional intitulada The Song Of Love, colaboração com LE do EXID foi lançado em 29 de dezembro.

### 2015: U&Me e fim do grupo
Em 10 de fevereiro de 2015, os artistas da MBK Entertainment, T-ara, Speed, The Seeya e Seunghee fizeram sua participação no grupo de projetos MBK chamado "TS" e foi lançado uma canção especial de inverno chamada Do Not Forget Me.
Em março de 2015, a MBK confirmou que F-ve Dolls se separou e mais tarde, Yeonkyung só se concentraria na promoção com The Seeya. Em 21 de abril de 2015, The Seeya lançou seu quinto extended play U&ME com faixa promocional a Wedding March.
Em novembro de 2015, a MBK Entertainment removeu a página de perfil do grupo em seu site oficial, o grupo acabou se separando. Em 18 de maio de 2016, Yoojin apareceu na War of Vocals da SBS - God's Voice. Ela também confirmou que The Seeya se separou.

## Integrantes
- Minkyung (hangul: 민경), nascida Song Minkyung (hangul: 송민경) em 5 de janeiro de 1987 (38 anos) em Busan, Coreia do Sul.
- Youngjoo (hangul: 영주), nascida Heo Youngjoo (em coreano:  허영주) em 21 de março de 1992 (33 anos) em Seul, Coreia do Sul.
- Yoojin (hangul: 유진), nascida Sung Yoojin (hangul: 성유진) em 27 de outubro de 1992 (32 anos) em Chuncheon, Coreia do Sul.
- Yeonkyung (hangul: 연경), nascida Oh Yeonkyung (hangul: 오연경) 25 de agosto de 1994 (30 anos) em Suwon, Coreia do Sul.

## Discografia

### Álbuns single
| Título                                        | Detalhes do álbum                                                                                      | Melhores posições nas paradas | Melhores posições nas paradas | Vendas     |
| Título                                        | Detalhes do álbum                                                                                      | KOR Gaon                      | KOR Billboard                 | Vendas     |
| --------------------------------------------- | --- | ----------------------------- | ----------------------------- | ---------- |
| Good To Seeya Título da canção: "Be With You" | - Lançamento: 12 de novembro de 2012 - Gravadora: Core Contents Media - Formatos: CD, download digital | 14                            | 21                            | - KOR: TBR |

### Mini-álbuns
| Título                            | Detalhes do álbum                                                                                     | Melhores posições nas paradas | Melhores posições nas paradas | Vendas     |
| Título                            | Detalhes do álbum                                                                                     | KOR Gaon                      | KOR Billboard                 | Vendas     |
| --------------------------------- | --- | ----------------------------- | ----------------------------- | ---------- |
| Love U Título da canção: "Poison" | - Lançamento: 6 de dezembro de 2012 - Gravadora: Core Contents Media - Formatos: CD, download digital | 19                            | 16                            | - KOR: TBR |

## Videografia

### Videoclipes
| Ano  | Título                   | Duração | Notas                                                            |
| ---- | ------------------------ | ------- | ---------------------------------------------------------------- |
| 2012 | Be With You (Drama Ver.) | 8:45    | Com a participação do ator Joo Sang-wook e da atriz Im Jung-eun. |
| 2012 | Be With You (Dance Ver.) | 4:11    | Com a participação de Taewon do SPEED.                           |
| 2012 | Poison (Studio Ver.)     | 4:35    | Com a participação de Haeri do Davichi.                          |
| 2012 | Poison (Location Ver.)   | 4:35    | Com a participação de Haeri do Davichi.                          |